# Apogon semilineatus
Apogon semilineatus es una especie de pez de la familia de los apogónidos en el orden de los perciformes.

## Morfología
Los machos pueden llegar a alcanzar los 12 cm de longitud total.

## Distribución geográfica
Se encuentran desde Honshu (Japón) hasta Taiwán y las Filipinas. También en Indonesia y al noroeste de Australia.